# B-type planetoïde

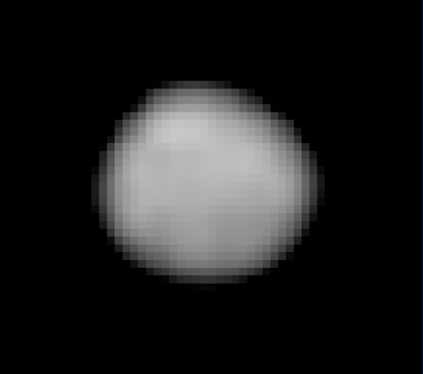
Pallas, de grootste B-type planetoïde.

B-type planetoïden zijn een relatief zeldzaam type koolstofhoudende planetoïden, die behoren tot de bredere
C-groep. Ze komen met name voor in het buitenste gedeelte van de planetoïdengordel. Een voorbeeld van een B-klasse planetoïde is (2) Pallas, na (1) Ceres de grootste planetoïde in het zonnestelsel.
Het verschil met de C-type planetoïden is dat planetoïden van het B-type nagenoeg geen ultraviolet licht beneden de 0,5 μm absorberen, en hun spectrum is wat meer blauw dan rood. Ze zijn iets minder zwart dan de zeer donkere C-type planetoïden.

## Bezoek
In 2020 bezocht de ruimtesonde OSIRIS-REx die in september 2016 werd gelanceerd voor het eerst een B-type planetoïde, (101955) Bennu. De sonde bracht daarna materiaal daarvan terug naar aarde. De landing van de sonde met materiaal op aarde was in september 2023.